# Aleksander Kiszkowski
Aleksander Kiszkowski (ur. 22 maja 1892 w Stefanówce, zm. wiosną 1940 w Charkowie) – podpułkownik dyplomowany piechoty Wojska Polskiego, kawaler Orderu Virtuti Militari, ofiara zbrodni katyńskiej.

## Życiorys
Syn Adolfa i Konstancji z Siwków. W latach 1916–1917 w czasie I wojny światowej służył w armii rosyjskiej. Od 1918 roku służył w I Korpusie Polskim w Rosji. Do Polski powrócił w 1918 roku, wstąpił do Wojska Polskiego i został przydzielony do 19 pułku piechoty. Z pułkiem brał udział w obronie Lwowa.
Po zakończeniu działań wojennych pozostał w wojsku został zweryfikowany do stopnia kapitana ze starszeństwem z dniem 1 czerwca 1919 roku. W 1923 roku pełnił służbę w 19 pułku piechoty we Lwowie. W 1924 roku był oficerem sztabu dowódcy piechoty dywizyjnej 5 Dywizji Piechoty we Lwowie, pozostając oficerem nadetatowym 19 pp. 18 lutego 1928 roku awansował do stopnia majora ze starszeństwem z dniem 1 stycznia 1928 i 185. lokatą w korpusie oficerów piechoty. Wiosną 1928 roku został przesunięty w Szkole Podchorążych Rezerwy Piechoty nr 6 w Zaleszczykach ze stanowiska dowódcy kompanii na stanowisko wykładowcy. W lipcu 1929 roku został przeniesiony z byłego batalionu podchorążych rezerwy piechoty nr 6 w Zaleszczykach do Szkoły Podchorążych Rezerwy Piechoty w Zambrowie na stanowisko dowódcy batalionu. W 1933 roku został dowódcą batalionu w 2 pułku piechoty Legionów w Sandomierzu. 7 czerwca 1934 roku został przeniesiony do 70 pułku piechoty w Pleszewie na stanowisko zastępcy dowódcy pułku. W 1938 roku zajmowane przez niego stanowisko zostało nazwane I zastępcą dowódcy pułku. W sierpniu 1939 roku, w czasie mobilizacji, został dowódcą Ośrodka Zapasowego 17 Wielkopolskiej Dywizji Piechoty.

W czasie kampanii wrześniowej 1939 roku – po agresji ZSRR na Polskę – w nieznanych okolicznościach dostał się do niewoli sowieckiej. Przebywał w obozie w Starobielsku. Wiosną 1940 roku został zamordowany przez funkcjonariuszy NKWD w Charkowie i pogrzebany potajemnie w bezimiennej mogile zbiorowej w Piatichatkach, gdzie od 17 czerwca 2000 roku  mieści się oficjalnie Cmentarz Ofiar Totalitaryzmu w Charkowie.
5 października 2007 roku minister obrony narodowej Aleksander Szczygło mianował go pośmiertnie na stopień pułkownika. Awans został ogłoszony 9 listopada 2007 roku w Warszawie, w trakcie uroczystości „Katyń Pamiętamy – Uczcijmy Pamięć Bohaterów”.

## Ordery i odznaczenia
- Krzyż Srebrny Orderu Wojskowego Virtuti Militari (22 lutego 1921)[16]
- Krzyż Walecznych (dwukrotnie)
- Złoty Krzyż Zasługi (19 marca 1937)[17]
- Medal Niepodległości (20 lipca 1932)[18]
- Medal Pamiątkowy za Wojnę 1918–1921
- Medal Dziesięciolecia Odzyskanej Niepodległości

## Upamiętnienie
14 maja 2010 uczniowie Zespołu Szkół Elektronicznych i Ogólnokształcących w Przemyślu zasadzili „Dąb Pamięci” pułkownika Aleksandra Kiszkowskiego.